# Ozero Tumskoje
Ozero Tumskoje (ryska: Озеро Тумское) är en sjö i Belarus. Den ligger i voblasten Hrodna voblast, i den nordvästra delen av landet, 140 km nordväst om huvudstaden Minsk. Ozero Tumskoje ligger 127 meter över havet. Arean är 0,17 kvadratkilometer. Den sträcker sig 0,7 kilometer i nord-sydlig riktning, och 0,7 kilometer i öst-västlig riktning.
I omgivningarna runt Ozero Tumskoje växer i huvudsak blandskog. Runt Ozero Tumskoje är det glesbefolkat, med 18 invånare per kvadratkilometer.